# Karl Odermatt
Pour les articles homonymes, voir Odermatt.
Karl Odermatt surnommé également Karli, est un footballeur suisse né le 17 décembre 1942, à Lucerne (Suisse). Il évoluait au poste d'attaquant.

## Biographie
Odermatt a grandi à Lucerne et plus tard sa famille déménage à Bâle. Il débute au FC Concordia Bâle puis il joue dans la première équipe en Ligue nationale A.
Odermatt signe au FC Bâle en 1962 et en septembre il débute contre le FC Lugano, où il marque deux buts. En 1963 il gagne la Coupe de Suisse, en remportant la finale contre le Grasshopper Club Zurich. Il gagne deux autres Coupes de Suisse. Il gagne cinq fois le championnat de Suisse, en 1967, 1969, 1970, 1972 et 1973.
En 1975, il rejoint les Young Boys Berne et il gagne la Coupe de Suisse 1977 avant de prendre sa retraite.
Odermatt marque 10 buts avec l'équipe nationale suisse en 50 sélections. Il a joué au centre aux côtés de Köbi Kuhn, et a joué un match durant la Coupe du monde de football 1966, contre la RFA (défaite 5-0). Il a marqué le but de l'égalisation (1-1) contre l'Angleterre à Wembley le 10 novembre 1971.

## Équipe nationale
50 sélections en équipe de Suisse de football, il a marqué 10 buts.

## Vie privée
En 1992, après une courte période d'entraîneur intérimaire au FC Bâle, il se lance dans la restauration et le commerce du vin, mais sans grand succès. Il revient en 2000 au FC Bâle dans le département marketing et sponsoring et a également des activités d'expert à la télévision.
En 2002, sort son autobiographie Karli none Gool!.